# Sebastian Fabijański
Sebastian Fabijański, ps. Alterboy (ur. 14 czerwca 1987 w Warszawie) – polski aktor filmowy, raper i freak fighter.

## Życiorys

### Wczesne lata
Urodził się i dorastał w Warszawie. W dzieciństwie doznawał odrzucenia przez rówieśników. Jego ojciec był kibicem Legii Warszawa, więc siłą rzeczy prowadził Sebastiana na treningi piłki nożnej, co pomagało mu w przezwyciężaniu trudności adaptacyjnych wśród rówieśników. Jako nastolatek trenował grę, najpierw w Legii, później w MKS Piaseczno. Planował karierę piłkarza, jednak ze względów zdrowotnych nie był w stanie profesjonalnie uprawiać tej dyscypliny sportowej. Ukończył Gimnazjum nr 1 im. Powstańców Warszawy w Piasecznie. W okresie szkolnym tworzył utwory rapowe.

### Początki kariery
Dwa razy, bez powodzenia, próbował dostać się do państwowej szkoły teatralnej; po pierwszym niepowodzeniu spędził rok w prywatnej Wyższej Szkole Komunikowania i Mediów Społecznych im. Jerzego Giedroycia w Warszawie o profilu aktorskim, a po drugim podjął studia prawnicze. Dzięki namowom matki nie zrezygnował z aktorstwa, a wkrótce dostał angaż w serialu Tancerze. Zrezygnował z kolejnego sezonu serialu po tym, jak dostał się do szkół aktorskich w Krakowie i w Łodzi. Wybrał Państwową Wyższą Szkołę Teatralną im. Ludwika Solskiego w Krakowie, jednak został z niej wyrzucony już po pierwszym roku, bo jak twierdzi „zawinił jego charakter”, mianowicie „zbyt dużo dyskutował, podważał wydawane mu polecenia, był zbyt wnikliwy. […] zdarzało mu się omijać niektóre zajęcia”. Naukę kontynuował w Akademii Teatralnej w Warszawie, którą ukończył w 2015.
Podczas studiów wystąpił w dramacie Zimowa opowieść Williama Szekspira (2013) w roli Leontesa w reżyserii Cezarego Morawskiego oraz spektaklu Ecce homo!!! Irvina D. Yaloma (2014) w reż. Krzysztofa Majchrzaka.

### Kariera ekranowa
W 2009 zadebiutował na małym ekranie epizodyczną rolą jako Majkel w telenoweli Plebania. Następnie zagrał w serialach: Tancerze (2009–2010) i 1920. Wojna i miłość (2010). W 2011 zagrał w serialach obyczajowych: Linia życia i Przepis na życie. Wystąpił jako starszy szeregowy Emil Hołubiczko „Młody” w serialu Misja Afganistan (2012).
Za postać aspiranta Wojciecha Marca, młodego policjanta, który zostaje przydzielony do rozwiązania zagadkowej śmierci młodej Ukrainki, w świetnie przyjętym dramacie kryminalnym Jeziorak (2014) i jako „Sagan” w dramacie wojennym Jana Komasy Miasto 44 (2014) otrzymał nagrodę za debiut aktorski na 39. Festiwalu Filmowym w Gdyni. Również w tej kategorii i za te same role otrzymał nagrodę im. Andrzeja Konica na 29. Tarnowskiej Nagrodzie Filmowej.
Użyczył głosu Finnowi w polskiej wersji językowej Gwiezdnych wojen: Przebudzenia Mocy (2015). Następnie pojawił się w dramacie Wojciecha Smarzowskiego Pod Mocnym Aniołem (2014), komedii Filipa Bajona Panie Dulskie (2015) jako Zbyszko Dulski oraz serialu Strażacy (2015).
Popularność i uznanie szerokiej publiczności przyniósł mu udział w musicalu #WszystkoGra (2016) i filmie Patryka Vegi Pitbull. Niebezpieczne kobiety (2016) jako czarny charakter Remigiusz Puchalski „Cukier” oraz w serialach – Pakt (2015–2016) jako Patryk, asystent Skalskiego i Belfer (2016) jako Adrian Kuś. Po występie w biograficznym filmie sportowym Jana Kidawy-Błońskiego Gwiazdy (2017) po raz kolejny podjął współpracę z Patrykiem Vegą, przyjmując rolę w kontrowersyjnym Botoksie (2017) i Kobietach mafii (2018). Marka Brzyskiego z Botoksu zagrał także w serialu przygotowanym dla platformy Showmax.
Zagrał główną rolę – Mateusza Krolla, kaszubskiego chłopca, który jest przygarnięty po śmierci matki przez pruską arystokratkę Gerdę von Krauss (w tej roli Anna Radwan) – w dramacie historycznym Filipa Bajona Kamerdyner (2018), melodramacie wojennym Dariusza Gajewskiego Legiony (2019) jako Józek „Wieża” i filmie Xawerego Żuławskiego Mowa ptaków (2019) jako Marian. Przyjął rolę Damiana w trzeciej części kultowej serii Władysława Pasikowskiego Psy 3. W imię zasad (2020).
W 2023 zadebiutował jako reżyser filmem Hawaje.
Jego zdjęcia publikowane były okładkach magazynów, takich jak „Men’s Health” (w lipcu 2016), „Elle Man” (w kwietniu 2017), „Logo” (w marcu 2018) i „Wprost” (5 sierpnia 2019).

### Działalność muzyczna
W 2016 Agora SA wydała album # Wszystko Gra, na którym zaśpiewał trzy covery: w duecie z Kingą Preis „Bossa Nova do poduszki” i „Małe tęsknoty” oraz „Ale wkoło jest wesoło” z Elizą Rycembel, Karoliną Czarnecką i Ireną Melcer. W 2019 rozpoczął pracę w studio nad pierwszą, solową hip-hopową płytą. Album Primityw ukazał się 19 czerwca 2020 nakładem Asfalt Records. Wydawnictwo promują single: „Nightcrawler”, „Więzień”, „Jason Bourne”, „Bezkrólewie”, „Nieaktualne”, „Dirty Dancing” oraz „Sory”.

### Twórczość teatralna
Jest autorem scenariusza i reżyserem spektaklu Adam w teatrze ekologicznym Bohema House (premiera 2024). Zagrał w  nim również główną rolę i wykonywał utwory muzyczne. Jest to sztuka muzyczna, która dotyka problematyki kryzysu klimatycznego i wizji losów ostatnich ludzi na Ziemi. 

### Walki Freak fight
5 listopada 2022 podczas trwającej gali Fame 16 został ogłoszony jako nowy nabytek federacji typu freak show fight – Fame MMA, a 2 stycznia 2023 ta federacja ogłosiła pojedynek Fabijańskiego z raperem, Wacławem „Wac Toja” Osieckim na przyszłą galę (Fame 17). Starcie odbyło się 3 lutego 2023 w krakowskiej Tauron Arenie w formule kick-bokserskiej na zasadach K-1. Walkę przegrał przez szybki nokaut (lewy prosty) w 35 sekundzie rundy pierwszej.
W drugiej walce, którą stoczył 2 września 2023 podczas Fame 19 zmierzył się z innym raperem, Filipem „Filipkiem” Marcinkiem. Przegrał w 47 sekundzie rundy pierwszej, po lewym sierpowym rywala i nokdaunie, gdy w wyniku upadku doznał kontuzji nogi. Po zaistniałym incydencie został wyniesiony na noszach.
Jeszcze w grudniu tego samego roku zawalczył w głównej walce wieczoru z Sylwesterem Wardęgą w ramach gali Fame: Reborn. Starcie zawodników zaplanowano w formule bokserskiej, jednak w małych rękawicach do MMA. Dodatkowo pojedynek ten miał niestandardowe zasady (w parze z Fabijańskim był Tomasz Olejnik, zaś w drugim narożniku razem byli Wardęga oraz Wojciech Gola). Niespodziewanie po 11 sekundach Fabjański przewrócił się na ringu bez żadnego ciosu, a sędzia przerwał to starcie. Fabjański oznajmił, że nie jest w stanie kontynuować tej walki.

## Życie prywatne
W wywiadzie udzielonym w 2018 stwierdził, że od roku 2007 nie pije alkoholu ze względu na zdarzające mu się niegdyś problemy z jego nadużywaniem.
Od kwietnia 2014 do lipca 2016 był związany z Agnieszką Więdłochą. W czerwcu 2017 zaręczył się z Olgą Bołądź, z którą rozstał się we wrześniu 2018. W styczniu 2020 potwierdził swój związek z influencerką Julią Kuczyńską, z którą ma syna, Bastiana Jana (ur. 2020). W lipcu 2022 para rozstała się.

## Filmografia

### Filmy fabularne
- 2013: Strażnicy (film krótkometrażowy) jako Marek
- 2014: Pod Mocnym Aniołem jako młody „Inżynier”
- 2014: Facet (nie)potrzebny od zaraz jako chłopak krzyczący do telefonu
- 2014: Miasto 44 jako „Sagan”
- 2014: Jeziorak jako aspirant Wojciech Marzec
- 2015: Panie Dulskie jako Zbyszko Dulski, syn Anieli
- 2016: Wszystko Gra jako Staszek Borucki
- 2016: Nowy świat: Azzam jako żołnierz Artur
- 2016: Pitbull. Niebezpieczne kobiety jako Remigiusz Puchalski „Cukier”
- 2017: Gwiazdy jako Ginter
- 2017: Botoks jako Marek Brzyski
- 2018: Kobiety mafii jako „Cieniu”
- 2018: Kamerdyner jako Mateusz Kroll
- 2019: Legiony jako Józek „Wieża”
- 2019: Mowa ptaków jako Marian
- 2020: Psy 3. W imię zasad jako Damian
- 2020: Inni ludzie jako Kamil[42]
- 2021: Jak pokochałam gangstera jako Silvio[43]
- 2022: Apokawixa jako „Blitz”
- 2024: Powstaniec 1863 jako ks. gen. Stanisław Brzóska

### Seriale
- 2009: Plebania jako Majkel (odc. 1215–1216)
- 2009: Tancerze jako Piotr Treblicki (odc. 1–20)
- 2010: 1920. Wojna i miłość jako Niewczas (odc. 8–9, 11–12)
- 2011: Linia życia jako Kamil Nowik, syn Sylwii
- 2011: Przepis na życie jako pielęgniarz Przemek Trok (odc. 16–17)
- 2011: Układ warszawski jako Hubert Cichocki, syn Ksawerego (odc. 7)
- 2012: Misja Afganistan jako starszy szeregowy Emil Hołubiczko „Młody”
- 2014: Prawo Agaty jako szeregowy Grzegorz Faber (odc. 68, 69)
- 2015: Strażacy jako Maciek Zajda (odc. 2–10)
- 2015–2016: Pakt jako Patryk, asystent Skalskiego (3–4, 6–12)
- 2016: Belfer jako Adrian Kuś (odc. 2–9)
- 2017: Ultraviolet jako Michał Holender
- 2018: Botoks jako Marek Brzyski vel Małgorzata Brzyska
- 2018: Kobiety mafii jako „Cieniu”
- 2020: W domu jako przyjaciel głównego bohatera (odc. 6 Koronaświrusy)
- 2022: Odwilż jako Marcin Kosiński
- 2023–2024: Grzechy sąsiadów jako Szczepan Blok

### Polski dubbing
- 2015: Gwiezdne wojny: Przebudzenie Mocy jako Finn
- 2016: Lego Gwiezdne wojny: Przebudzenie Mocy (gra wideo) jako Finn
- 2017: Gwiezdne wojny: Ostatni Jedi jako Finn
- 2018: Czarna Pantera jako Erik „Killmonger” Stevens / N’Jadaka
- 2019: Gwiezdne wojny: Skywalker. Odrodzenie jako Finn

### Wykonanie piosenek
- 2016: #WszystkoGra – „Małe tęsknoty”, „Ale wkoło jest wesoło”, „Bossanowa do poduszki”

## Dyskografia

### Single/Teledyski
| Tytuł                               | Data wydania | Album    | Wydawca        | Tekst/Produkcja | Teledysk                                                    |
| ----------------------------------- | ------------ | -------- | -------------- | --- | ----------------------------------------------------------- |
| „Psy. W imię zasad”                 | 09.12.2019   | –        | Asfalt Records | Tekst: Sebastian Fabijański, O.S.T.R. Produkcja (muzyka): O.S.T.R.                                                 | Scenariusz: Sebastian Fabijański Reżyseria: Xawery Żuławski |
| „Nightcrawler”                      | 14.02.2020   | Primityw | Asfalt Records | Tekst: S. Fabijański Produkcja (muzyka): Auer                                                                      | Scenariusz i reżyseria: S. Fabijański                       |
| „Więzień” (feat. Sonia Bohosiewicz) | 08.03.2020   | Primityw | Asfalt Records | Tekst: S. Fabijański Produkcja (muzyka): LOAA                                                                      | Scenariusz i reżyseria: S. Fabijański                       |
| „Jason Bourne”                      | 24.03.2020   | Primityw | Asfalt Records | Tekst: S. Fabijański Produkcja (muzyka): LOAA                                                                      | Scenariusz i reżyseria: S. Fabijański                       |
| „Bezkrólewie”                       | 28.04.2020   | Primityw | Asfalt Records | Tekst: S. Fabijański Produkcja (muzyka): Pereł                                                                     | Scenariusz i reżyseria: S. Fabijański                       |
| „Nieaktualne”                       | 19.05.2020   | Primityw | Asfalt Records | Tekst: S. Fabijański Produkcja (muzyka): Urb                                                                       | Scenariusz i reżyseria: S. Fabijański                       |
| „Dirty Dancing”/Sory”               | 08.06.2020   | Primityw | Asfalt Records | „Dirty Dancing” Tekst: S. Fabijański Produkcja (muzyka): 9797 „Sory” Tekst: S. Fabijański Produkcja (muzyka): LOAA | Scenariusz i reżyseria: S. Fabijański                       |
| „Huśtawka” (feat. Jakub Deka)       | 26.10.2020   | Reset    | Agora S.A.     | Tekst: S. Fabijański Produkcja (muzyka): Karbid, Tobiasz Fryzowicz                                                 | Reżyseria: S. Fabijański, Magda Podeszwa                    |
| „Lustro”                            | 11.11.2020   | Reset    | Agora S.A.     | Tekst: S. Fabijański Produkcja (muzyka): Karbid, Tobiasz Fryzowicz                                                 | Reżyseria: S. Fabijański                                    |
| „Harvey” (feat. Młody Jimmy)        | 11.12.2020   | –        |                | |                                                             |
| „Melancholia” (feat. Julia Chatys)  | 17.12.2020   | Reset    | Agora S.A.     | Tekst: S. Fabijański Produkcja (muzyka): Karbid, Tobiasz Fryzowicz                                                 |                                                             |
| „Supernova” (feat. Julia Chatys)    | 15.01.2021   | Reset    | Agora S.A.     | Tekst: S. Fabijański Produkcja (muzyka): Karbid, Tobiasz Fryzowicz                                                 |                                                             |

### Albumy
| Rok  | Dane dot. albumu                                                                              | Najwyższa pozycja na liście |
| Rok  | Dane dot. albumu                                                                              | POL                         |
| ---- | --------------------------------------------------------------------------------------------- | --------------------------- |
| 2020 | Primityw - Wydany: 19 czerwca 2020 - Wytwórnia: Asfalt Records - Format: CD, digital download | 12                          |
| 2021 | Reset - Wydany: 5 marca 2021 - Wytwórnia: Agora S.A.                                          |                             |

## Nagrody
- Nagroda na FPFF w Gdyni Debiut aktorski: 2014 Jeziorak i Miasto 44
- Tarnowska Nagroda Filmowa Nagroda im. Andrzeja Konica za debiut aktorski: 2015 Jeziorak i Miasto 44
- 24 Forum Kina Europejskiego „Cinergia” Nagroda Virako Monopolis za najlepszą kreację aktorską: 2019 Mowa Ptaków i Legiony